# Small-waterplane-area twin hull

Una minore sezione sul pelo libero distingue una SWATH da un catamarano convenzionale

Lo Small-waterplane-area twin hull (o SWATH) è un tipo di scafo che si propone di minimizzare la sezione sul pelo libero dell'acqua, in questo modo va a minimizzare l'energia assorbita dal moto ondoso favorendo la stabilità del mezzo.
Tuttavia, al fine di avere un accettabile dislocamento, è necessario un certo volume immerso che viene ottenuto tramite i due scafi immersi.
La presenza di questi scafi, più in profondità rispetto alla superficie del mare, è meno influenzata dal moto ondoso, tanto da rendere il mezzo particolarmente interessante per le sue capacità di stabilità.

## Caratteristiche principali
La configurazione a due scafi, simile a quella di un catamarano, consente di avere un ponte molto ampio e un mezzo stabile.
Tuttavia questi mezzi sono decisamente più complessi e costosi nella realizzazione, gestione e manutenzione rispetto ai catamarani o alle imbarcazioni a singolo scafo.
Tra gli altri svantaggi bisogna anche tener conto del maggiore pescaggio del mezzo e del fatto che il mezzo è intrinsecamente basato sull'effetto idrostatico per sostenerne il peso e non può sfruttare un eventuale effetto idrodinamico che, in altri mezzi, consente di ridurre la resistenza idrodinamica del mezzo.

## Storia
La struttura SWATH fu inventata dal canadese Frederick G. Creed, che presentò l'idea nel 1938 e ottenne il brevetto nel 1946.
Il primo mezzo realizzato con questa struttura fu il MV Duplus, costruito nei Paesi Bassi nel 1968.
Negli anni '70, numerose altre imbarcazioni con questa struttura vennero costruite, e dal 1980 numerosi tipi di imbarcazione, tra cui imbarcazioni per la ricerca oceanografica e yacht, vengono realizzati tipicamente con questa struttura.

## Riferimenti
- (EN) Jan L. Arps, The Role of the Semi-Submersible Work Vessel In Offshore Production Operations, in Fifth Annual Offshore Technology Conference, Offshore Technology Conference, May 1973, DOI:10.4043/1867-MS, ISBN 978-1-55563-659-3.